# Domaine de Trianon
Pour les articles homonymes, voir Trianon.
Le domaine de Trianon est une partie du parc du château de Versailles, située dans sa partie nord, et qui comporte : 
- le Grand Trianon,
- le Petit Trianon,
- le Hameau de la Reine.

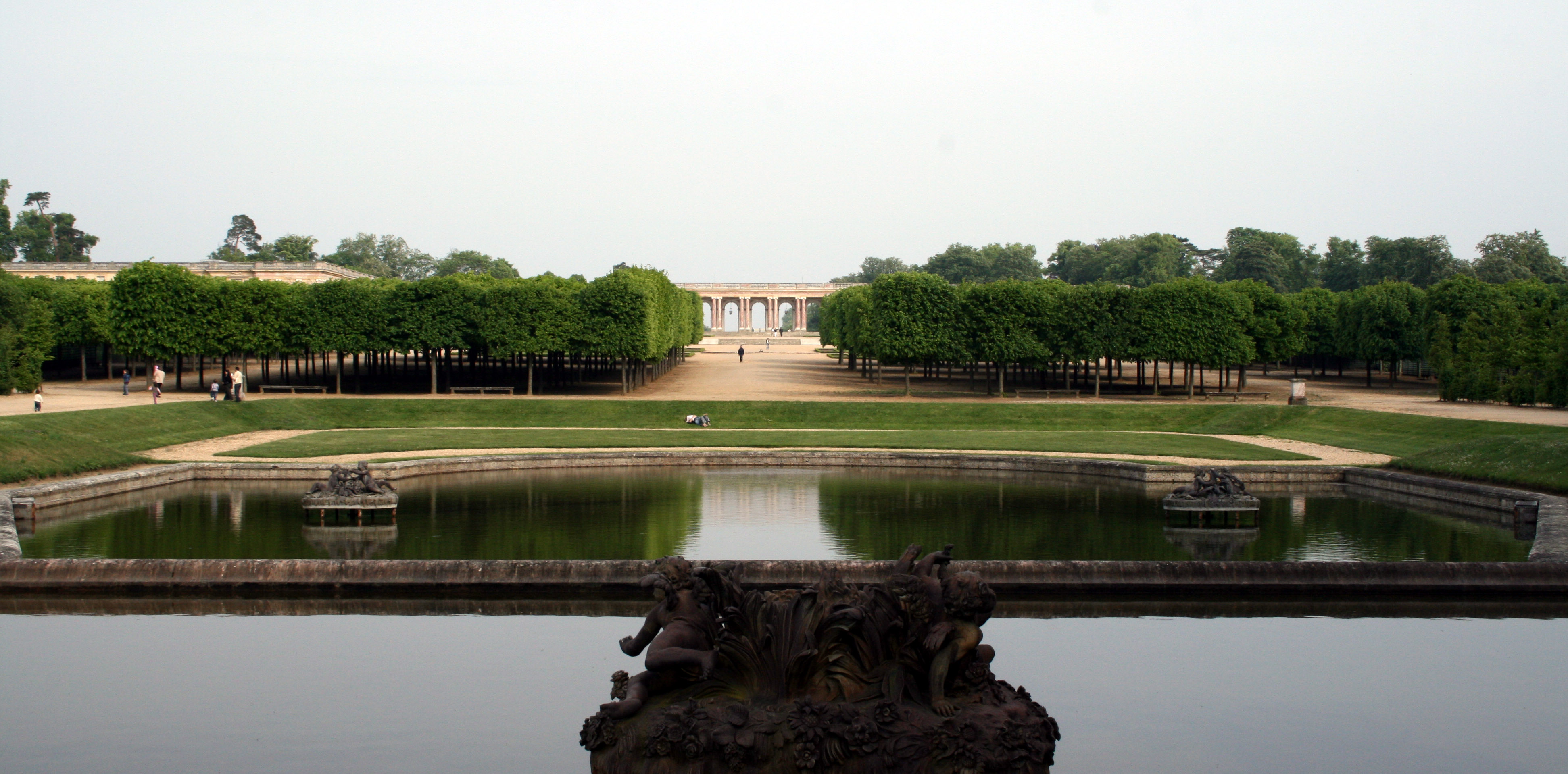
Bassin au Grand Trianon
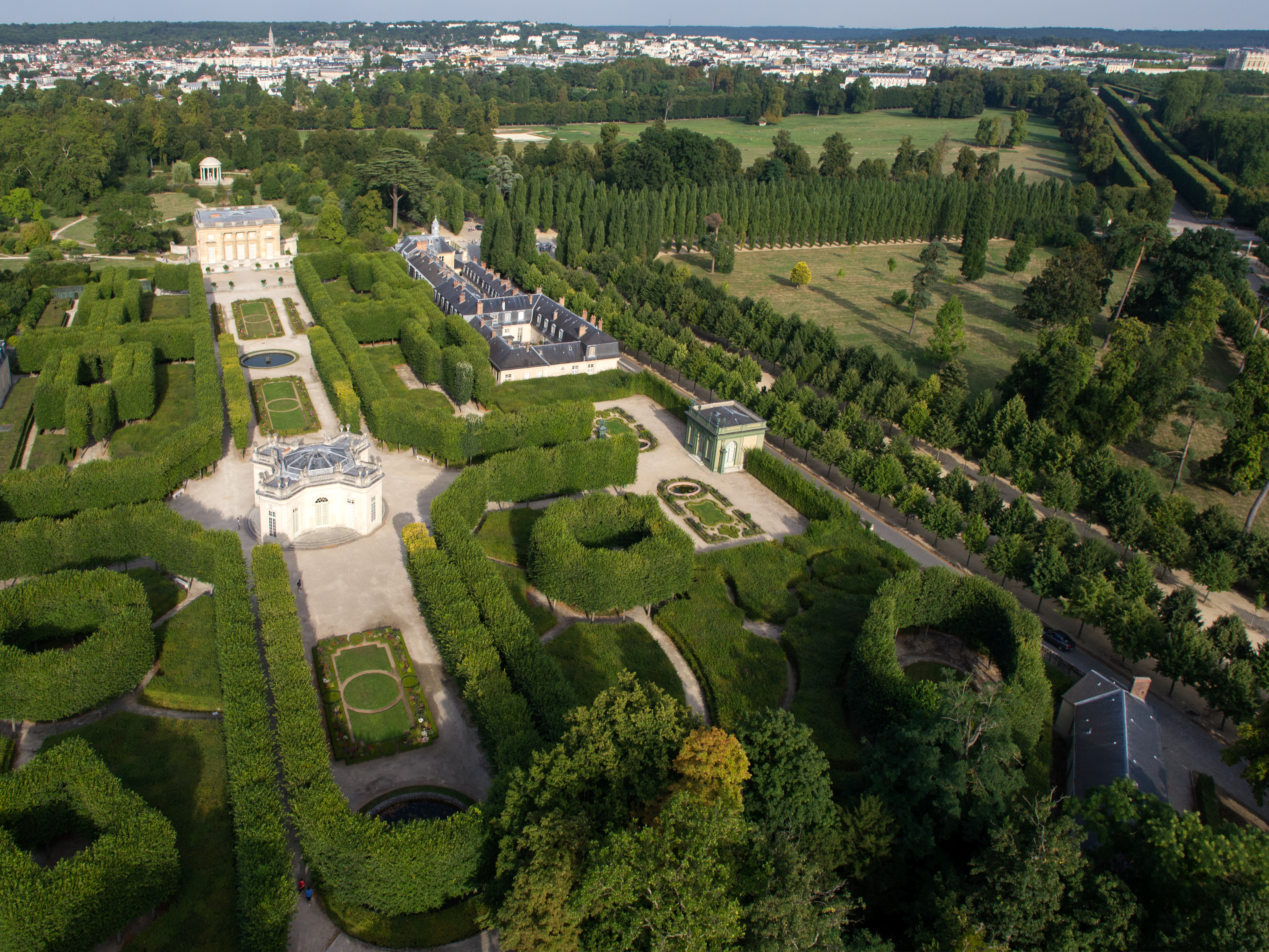
Petit Trianon
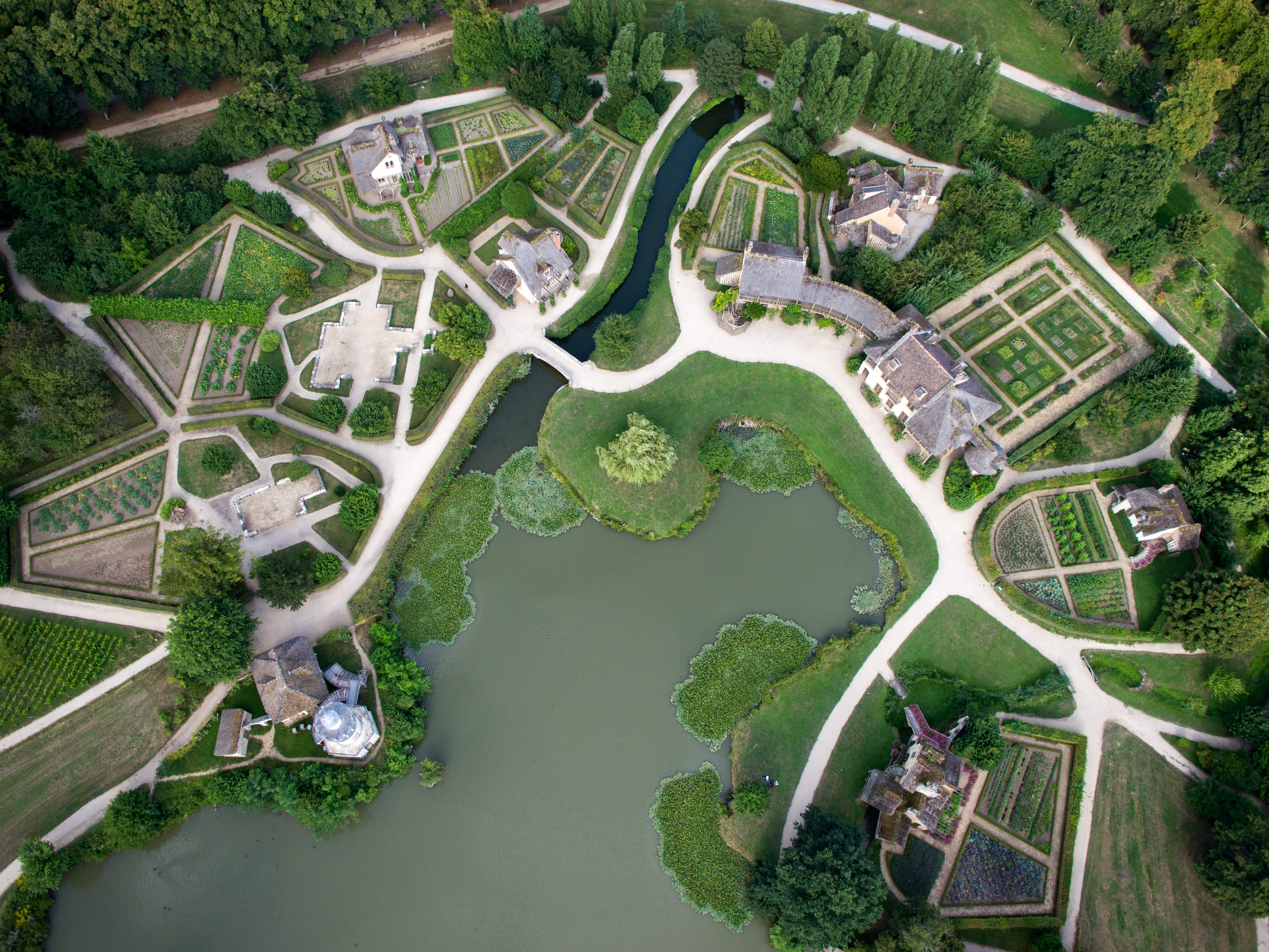
Hameau de la Reine